# Listă de personalități române
Lista de personalități române cuprinde o parte dintre cei mai importanți români, personalități istorice și contemporane (domnitori, lideri politici, sportivi, actori, regizori etc.), de etnie română, a căror limbă maternă este limba română sau care s-au născut în România dar nu sunt etnici români.

## Personalități istorice și politice

### Conducători

#### Epoca medievală
- Alexandru cel Bun (1375–1432), Domn al Moldovei (1400–1432)
- Basarab I Întemeietorul (1270–1352), primul Domn al Țării Românești (1310–1352)
- Bogdan I Întemeietorul (ca. 1307–1367), primul [[Domn al Moldovei] ca stat de sine stătător (1363–1367)
- Mihai Viteazul (1558–1601), Domn al Țării Românești (1593–1601), Domn al Moldovei (1600) și conducător de facto al Transilvaniei (1599–1600), primul unificator al celor trei provincii locuite în majoritate de români
- Mircea cel Bătrân (1355–1418), Domn al Țării Românești (1386–1394, 1397–1418)
- Neagoe Basarab (1459–1521), Domn al Țării Românești (1512–1521)
- Nicolaus Olahus (1493–1568), arhiepiscop romano-catolic al Regatului Ungariei
- Petru Mușat, Domn al Moldovei (1375–1391)
- Petru Rareș (1487–1546), Domn al Moldovei (1527–1538 și 1541–1546)
- Ștefan cel Mare (1433–1504), Domn al Moldovei (1457–1504)
- Vlad Dracul (cca. 1395–1447), Domn al Țării Românești (1436–1442, 1443–1447)
- Vlad Țepeș (1431–1477), Domn al Țării Românești (1448, 1456–1462, 1476–1477)

#### Epoca Renașterii
- Matei Basarab, Domn al Țării Românești (1632–1654)
- Dimitrie Cantemir, Domn al Moldovei (martie–aprilie 1693 și 1710–1711), cărturar, istoric, scriitor și compozitor
- Antioh Cantemir, Domn al Moldovei (1696–1700, 1705–1707), fratele domnitorului Dimitrie Cantemir
- Constantin Brâncoveanu, Domn al Țării Românești (1688–1714)

#### Epoca modernă
- Regele Carol I al României (1866–1914), Domnitor și primul Rege al României
- Regele Ferdinand I al României (1914–1927), numit și Întregitorul și Ferdinand cel Loial
- Regele Carol al II-lea al României (1930–1940)
- Regele Mihai I al României (1927–1930, 1940–1947)
- Regina Elisabeta a României, cunoscută și sub pseudonimul literar Carmen Sylva
- Regina Maria a României
- Gheorghe Bibescu, Domn al Țării Românești (1843–1848)
- Barbu Dimitrie Știrbei, Domn al Țării Românești (1849–1853, 1854–1856)
- Alexandru Ioan Cuza, primul Domnitor al Principatelor Unite
- Tudor Vladimirescu, revoluționar

### Oameni politici și militari
- Nicolae Bălcescu, istoric, revoluționar
- Nicolae Iorga, prim-ministru, istoric, filozof, academician
- Alexandru Averescu, Mareșal al României, comandantul Armatei Române în perioada Primului Război Mondial, prim-ministru, politician
- Anton Bibescu, diplomat, scriitor
- Gheorghe Grigore Cantacuzino, prim-ministru în perioada Răscoalei țărănești din 1907
- Lascăr Catargiu
- Ion Antonescu, Mareșal al României, prim-ministru și Conducător al Statului în perioada celui de-Al Doilea Război Mondial, criminal de război
- Corneliu Zelea Codreanu, fondator și Căpitan al Gărzii de Fier, grupare fascistă, antisemită, de extremă dreaptă, condamnat la muncă forțată
- Constantin Cristescu, general, șef al Marelui Cartier General în perioada Primului Război Mondial
- Barbu Ștefănescu Delavrancea, scriitor, academician, primar al orașului București
- Ion Dragalina, general al Armatei Române în perioada Primului Război Mondial
- Petre Dumitrescu, maior al Armatei Române în perioada Primului Război Mondial și general în perioada celui de-Al Doilea Război Mondial
- Octavian Goga, scriitor, academician, prim-ministru, politician de extremă dreaptă, fascist și antisemit
- Avram Iancu, avocat, revoluționar, lider al Revoluției de la 1848
- Take Ionescu, avocat, ziarist, prim-ministru
- Mugur Isărescu, economist, membru al Clubului de la Roma, prim-ministru, Guvernator al Băncii Naționale a României, cel mai longeviv șef de bancă centrală din lume
- Mihail Lascăr, general al Armatei Române în perioada celui de-Al Doilea Război Mondial, comandant al Diviziei sovietice de voluntari Horia, Cloșca și Crișan, ministru al Apărării Naționale
- Mihail Manoilescu, economist, ministru al afacerilor străine, cunoscut pentru vederile sale fasciste și antisemite, finanțator al Mișcării legionare
- Alexandru Marghiloman, prim-ministru în perioada Primului Război Mondial
- Gheorghe Mironescu, prim-ministru
- Ion Mihai Pacepa, jurnalist, general în Securitate
- David Praporgescu, general al Armatei Române în perioada Primului Război Mondial
- Constantin Prezan, Mareșal al României, general al Armatei Române în perioada Primului Război Mondial
- Nicolae Rădescu, general al Armatei Române în perioada celui de-Al Doilea Război Mondial, ultimul prim-ministru înainte de instaurarea regimului comunist în România
- Radu R. Rosetti, istoric militar, general al Armatei Române în perioada celui de-Al Doilea Război Mondial
- Ecaterina Teodoroiu, eroină a Armatei Române în perioada Primului Război Mondial

#### Partidul Național Țărănesc
- Emil Constantinescu, Președinte al României
- Corneliu Coposu, deținut politic, liderul opoziției din România postcomunistă
- Doina Cornea, publicistă și disidentă anticomunistă
- Iuliu Maniu, deputat român de Transilvania în Dieta de la Budapesta, de mai multe ori prim-ministru al României, președinte al Partidului Național Țărănesc (1926–1933, 1937–1947), deținut politic, membru de onoare al Academiei Române
- Ion Mihalache, învățător, președinte al Partidului Național Țărănesc (1933-1937), deținut politic
- Ion Rațiu, avocat, diplomat, afacerist, jurnalist și scriitor, fondator al Uniunii Mondiale a Românilor Liberi
- Alexandru Vaida-Voevod, medic, publicist, prim-ministru
- Radu Vasile, economist, istoric, prim-ministru

#### Partidul Național Liberal(1875–1950)
- Constantin I. C. Brătianu, președinte al Partidului Național Liberal (1934–1947), deținut politic
- Ion C. Brătianu, președinte al Partidului Național Liberal (1875–1891), prim-ministru
- Ion I. C. Brătianu, președinte al Partidului Național Liberal (1909–1927), prim-ministru
- Vintilă Brătianu, președinte al Partidului Național Liberal (1927–1930), prim-ministru
- Ion G. Duca, președinte al Partidului Național Liberal (1930–1933), prim-ministru, asasinat de Garda de Fier
- Ion Ghica, matematician, diplomat, prim-ministru, președinte al Academiei Române, ambasador la Londra
- Mihail Kogălniceanu, avocat, istoric, publicist, prim-ministru, fondator al Partidului Național Liberal
- C. A. Rosetti, publicist, unul dintre conducătorii Revoluției de la 1848 din Țara Românească, primar al orașului București, prim-ministru
- Dimitrie Sturdza, președinte al Partidului Național Liberal (1892–1909), președinte al Academiei Române

#### Partidul Național Liberal(după 1990)
- Crin Antonescu, istoric, președinte al Partidului Național Liberal (2009–2014)
- Radu Câmpeanu, primul președinte postrevoluționar al Partidului Național Liberal (1990–1993)
- Neagu Djuvara, istoric, filozof, diplomat
- Klaus Iohannis, Președinte al României, președinte al Partidului Național Liberal (2014)
- Mircea Ionescu-Quintus, președinte al Partidului Național Liberal (1993–2001)
- Nicolae Manolescu, critic și istoric literar, academician, ambasador al României la UNESCO și președinte al Uniunii Scriitorilor din România (2005–2024)
- Siegfried Mureșan, economist, europarlamentar, vicepreședinte al Partidului Popular European, vicepreședinte al Grupului PPE din Parlamentul European
- Călin Popescu-Tăriceanu, prim-ministru, președinte al Partidului Național Liberal (2004–2009)
- Cătălin Predoiu, avocat, ministru
- Theodor Stolojan, prim-ministru, președinte al Partidului Național Liberal (2002–2004)
- Eduard Hellvig, director al Serviciului Român de Informații (2015–2023)
- Mihai Răzvan Ungureanu, istoric, diplomat, prim-ministru, director al Serviciului de Informații Externe (2007–2012)
- Renate Weber, avocat, europarlamentar

#### Partidul Comunist Român
- Nicolae Ceaușescu, secretar general
- Elena Ceaușescu
- Gheorghe Gheorghiu-Dej, prim-ministru
- Petru Groza, prim-ministru
- Gheorghe Apostol
- Alexandru Bârlădeanu
- Emil Bobu
- Emil Bodnăraș
- Constantin Pîrvulescu
- Manea Mănescu, prim-ministru
- Ion Gheorghe Maurer, prim-ministru
- Silviu Brucan
- Corneliu Mănescu
- Paul Niculescu-Mizil
- Ana Pauker
- Leonte Răutu
- Miron Constantinescu
- Vladimir Tismăneanu

#### Partidul Democrat Liberal
- Traian Băsescu, Președinte al României, președinte al Partidului Democrat (2001–2004)
- Teodor Baconschi, antropolog religios, autor, diplomat, teolog
- Emil Boc, avocat, economist, prim-ministru, președinte al Partidului Democrat Liberal (2005–2012), primar al municipiului Cluj Napoca
- Vasile Blaga, președinte al Partidului Democrat Liberal (2012–2014)
- Daniel Funeriu, chimist
- Monica Macovei, jurist, europarlamentar
- Theodor Paleologu, filozof, eseist, profesor, diplomat

#### Partidul Social Democrat
- Ion Iliescu, Președinte al României, președinte al Partidului Social Democrat (1989–1993, 1996–2000)
- Adrian Năstase, prim-ministru, președinte al Partidului Social Democrat (2001–2005)
- Mircea Geoană, președinte al Partidului Social Democrat (2005–2010), secretar general adjunct al NATO
- Victor Ponta, prim-ministru, președinte al Partidului Social Democrat (2010–2015)
- Viorica Dăncilă, prim-ministru, președinte al Partidului Social Democrat (2019), europarlamentar
- Marcel Ciolacu, prim-ministru, președinte al Partidului Social Democrat (2019–2024)
- Victor Negrescu, președinte interimar al Partidului Social Democrat (2024), europarlamentar
- Cristian Diaconescu, judecător, diplomat
- Gabriela Vrânceanu-Firea, jurnalistă, europarlamentar, primar general al municipiului București
- Ana Birchall, avocat
- Titus Corlățean, jurist

#### Uniunea Democrată a Maghiarilor din România
- Géza Domokos, primul președinte al Uniunii Democrate a Maghiarilor din România (1990–1993)
- György Frunda
- Béla Markó, președinte al Uniunii Democrate a Maghiarilor din România (1993–2011)
- Iuliu Winkler
- László Borbély
- Hunor Kelemen, președinte al Uniunii Democrate a Maghiarilor din România (din 2011)
- Barna Tánczos

#### Alianța pentru Unirea Românilor
- George Simion, copreședinte (2019–2022) și președinte al partidului Alianța pentru Unirea Românilor (din 2022)
- Claudiu Târziu, copreședinte al partidului Alianța pentru Unirea Românilor (2019–2022)

#### Uniunea Salvați România
- Nicușor Dan, primul președinte al Uniunii Salvați România (2016–2017), primar general al municipiului București
- Dan Barna, președinte al Uniunii Salvați România (2017–2021)
- Dacian Cioloș, prim-ministru, președinte al Uniunii Salvați România (2021–2022)
- Cătălin Drulă, președinte al Uniunii Salvați România (2022–2024)
- Elena Lasconi, președinte al Uniunii Salvați România (din 2024)
- Vlad Voiculescu
- Dominic Fritz
- Claudiu Năsui
- Cristian Ghinea
- Allen Coliban

### Diplomați
- Nicolae Titulescu, Președinte al Adunării Generale a Ligii Națiunilor (1930–1932)
- Bogdan Aurescu, judecător al Curții Internaționale de Justiție
- Savel Rădulescu
- Constantin Vișoianu
- Eugen Filotti
- Grigore Gafencu
- Constantin Karadja
- Corneliu Mănescu
- Teodor Meleșcanu
- Alexandru Paleologu
- Adrian Cioroianu
- Vasile Pușcaș

## Personalități din domeniile științei și artei

### Biologie
- Grigore Antipa
- Ana Aslan
- Victor Babeș
- Dimitrie Brândză
- Ioan Cantacuzino
- Nicolae Leon
- Gheorghe Marinescu
- Nicolae Minovici
- Mina Minovici
- Constantin Parhon
- Nicolae Paulescu
- Emil Racoviță
- Melania Cristescu[en]
- Wilhelm Knechtel[en]
- George Emil Palade, Premiul Nobel pentru fiziologie sau medicină, 1974

### Chimie
- Lazăr Edeleanu
- Costin Nenițescu
- Gheorghe Gh. Longinescu
- Nicolae Teclu
- Gheorghe Duca
- Cristofor I. Simionescu
- Henrik Kacser[en]

### Medicină
- Gheorghe Benga
- Leon Dănăilă
- Daniel David
- Carol Davila
- Dimitrie Gerota
- Iuliu Hațieganu
- Nicolae Paulescu
- Ioan Pop de Popa
- David Wechsler
- Raed Arafat, fondator SMURD

### Inginerie
- Orban
- Bazil G. Assan
- Petrache Poenaru
- Adrian Bejan
- Alexandru Ciurcu
- George Constantinescu
- Anastase Dragomir
- Rodrig Goliescu
- Elie Radu
- Aurel Perșu
- Anghel Saligny
- Nicolae Vasile
- Ion Paulat
- Nicolae Vasilescu-Karpen

### Aeronautică
- Henri Coandă
- Aurel Vlaicu
- Traian Vuia
- Elie Carafoli

### Astronomie
- Harald Alexandrescu
- Nicolae Coculescu
- Ion Armeanca
- Vasile Urseanu
- Marcel Popescu
- Cristiana Dumitrache

### Astronautică
- Dumitru Prunariu, primul și deocamdată singurul astronaut român

### Matematică
- Titu Andreescu
- Emanoil Bacaloglu
- Dan Barbilian
- Alexandra Bellow
- Cristian S. Calude
- Ana Caraiani
- Alina Carmen Cojocaru[en]
- Anton Davidoglu
- Cornelia Druțu
- Ciprian Foiaș
- Alexandru Froda
- Tudor Ganea
- Ion Ghica
- Alexandru Ghika
- Emil Grosswald[en]
- Spiru Haret
- Caius Iacob
- Adrian Ioana[en]
- Eleny-Nicoleta Ionel[en]
- Cassius Ionescu-Tulcea[en]
- Sergiu Klainerman
- Traian Lalescu
- Florian Luca[en]
- Alexandru Lupaș
- George Lusztig
- Ciprian Manolescu
- Solomon Marcus
- George Marinescu[en]
- Octav Mayer
- Preda Mihăilescu
- Gheorghe Mihoc
- Irina Mitrea[en]
- Julius Borcea[en]
- Liliana Borcea[en]
- Petru Mocanu
- Grigore Moisil
- Elena Moldovan Popoviciu[en]
- Gheorghe Moroșanu
- Henri Moscovici[en]
- Mircea Mustață[en]
- Miron Nicolescu
- Octav Onicescu
- Magda Peligrad[en]
- Valentin Poénaru
- Dimitrie Pompeiu
- Florian Pop
- Mihnea Popa[en]
- Sorin Popa[en]
- Cristian Dumitru Popescu[en]
- Nicolae Popescu
- Tiberiu Popoviciu
- Tudor Rațiu
- Ovidiu Savin[en]
- Rodica Simion[en]
- Simion Stoilow
- Ileana Streinu
- Bogdan Suceavă
- Gabriel Sudan
- Daniel Tătaru
- Gheorghe Țițeica
- Monica Vișan[en]
- Dan Virgil Voiculescu
- Gheorghe Vrănceanu
- Alexandru Zaharescu

### Fizică
- Réka Albert
- Alexandru Proca
- Radu Dan Constantinescu
- Peter George Oliver Freund
- Florentina Ioana Mosora
- Mihai Gavrilă
- Horia Hulubei
- Theodor V. Ionescu
- Ștefania Mărăcineanu
- Emanoil Bacaloglu
- Alexandru Marin
- Victor Mercea
- Horațiu Năstase[en]
- Ioan-Iovitz Popescu
- Victor Albert Bailey[en]
- Ștefan Procopiu
- Șerban Țițeica

### Informatică
- Grigore C. Moisil
- Ștefan Odobleja
- Matei Zaharia
- Andrei Alexandrescu
- Mihai Nadin
- Mihai Pătrașcu
- Ion Stoica
- Victor Toma

### Economie
- Eugeniu Carada
- Mugur Isărescu
- Adrian Vasilescu
- Nicolae Suțu
- Dionisie Pop Marțian
- Petre S. Aurelian
- Liviu Voinea
- Vasile C. Osvadă
- Roman Moldovan
- Nicholas Georgescu-Roegen
- Gheorghe Tașcă
- Ion Ghica
- Vasile Șoimaru
- Costin Murgescu
- Leonard Orban
- Anghel Rugină
- Constantin Băicoianu
- Ioan G. Bibicescu

### Filozofie
- Petre Andrei
- Lucian Blaga
- Emil Cioran
- Vasile Conta
- Mircea Eliade
- Mircea Florian
- Nae Ionescu
- Stéphane Lupasco
- Constantin Noica
- Theodor Paleologu
- Camil Petrescu
- Dumitru D. Roșca
- Petre Țuțea
- Tudor Vianu

### Lingvistică
- Alexandru Philippide
- Aron Pumnul
- Mioara Avram
- Sextil Pușcariu
- Eugen Coșeriu
- Ovid Densusianu
- Timotei Cipariu
- Piu-Șerban Coculescu
- Valeria Guțu Romalo
- Alexandru Papiu-Ilarian
- Pericle Papahagi
- Alexandru Graur
- Iorgu Iordan
- I.C. Massim
- Matilda Caragiu Marioțeanu
- Emil Petrovici

### Istorie
- Gheorghe I. Brătianu
- George Călinescu
- Constantin Daicoviciu
- Nicolae Densușianu
- Constantin C. Giurescu
- Neagu Djuvara
- Adrian Cioroianu
- Dinu C. Giurescu
- Nicolae Iorga
- Vasile Pârvan
- A. D. Xenopol
- Alexandru Zub

### Arhitectură
- Virginia Andreescu Haret
- Ion D. Berindey
- George Matei Cantacuzino
- Petre Antonescu
- Anca Petrescu
- Ion Mincu
- Octav Doicescu
- Ana Maria Zahariade
- Irina Rosetti
- Henrieta Delavrancea
- Horia Creangă
- Marcel Iancu
- Max Herz
- Ștefan Burcuș
- Șerban Sturdza
- Victor Ștefănescu
- Edmond van Saanen Algi
- Alexandru Săvulescu
- Toma T. Socolescu
- Nicolae Porumbescu

### Arte plastice

#### Pictură
- Nicolae Grigorescu
- Ștefan Dimitrescu
- Theodor Aman
- Iosif Iser
- Constantin Lucaci
- Ion Pacea
- Gheorghe Petrașcu
- Ștefan Râmniceanu
- Camil Ressu
- Ștefan Luchian
- Theodor Pallady
- Carol Popp de Szathmary
- Corneliu Baba
- Ștefan Popescu
- Arthur Verona
- Ion Andreescu
- Mișu Popp
- Nicolae Tonitza
- Sabin Bălașa
- Tia Peltz
- Gheorghe Tattarescu
- Victor Brauner

#### Sculptură
- Constantin Brâncuși
- Oscar Han
- Ion Irimescu
- Ion Jalea
- Cornel Medrea
- Paul Neagu
- Mihai Olos
- Constantin Lucaci
- Dimitrie Paciurea
- Milița Petrașcu
- Marilena Preda-Sânc[en]
- Marian Zidaru

#### Fotografie
- Carol Popp de Szathmári
- Costică Acsinte
- Iosif Berman
- Alexandra Croitoru
- Samoilă Mârza
- Ana Lupaș

#### Design vestimentar
- Doina Levintza
- Irina Schrotter
- Ioana Ciolacu
- Maria Lucia Hohan[en]
- Narcisa Pheres[en]
- Amina Muaddi[en]

### Arte interpretative

#### Artă teatrală și cinematografică
- Constantin Tănase
- Grigore Vasiliu Birlic
- Johnny Weissmuller
- Ion Cojar
- Mircea Albulescu
- Ștefan Bănică Jr.
- Radu Beligan
- Joana Benedek
- Ion Caramitru
- Gheorghe Dinică
- Maria Filotti
- Marcel Iureș
- Cătălin Mitulescu
- Maia Morgenstern
- Cristian Mungiu
- Jean Negulescu
- Sergiu Nicolaescu
- Amza Pellea
- Florin Piersic
- Ileana Stana-Ionescu
- Florian Pittiș
- Monica Bârlădeanu
- Elvira Popescu
- Corneliu Porumboiu
- Cristi Puiu
- Victor Rebengiuc
- Edward G. Robinson
- Alec Secăreanu
- Sebastian Stan
- Saviana Stănescu
- Florian Munteanu

#### Dans, balet
- Oleg Danovski
- Iris Barbura
- Leni Dacian
- Cornel Patrichi
- Alina Cojocaru
- Eugenia Popescu-Județ

### Literatură
- Vasile Alecsandri
- Lucian Blaga
- Ion Luca Caragiale
- Andrei Codrescu
- Nichita Danilov
- Nae Ionescu
- Virgil Nemoianu
- Ion Pillat
- Horia-Roman Patapievici
- Bogdan Petriceicu-Hasdeu
- Andrei Pleșu
- Dumitru Radu Popescu
- Marin Sorescu
- Nichita Stănescu
- Petre Țuțea
- Vasile Voiculescu
- Gabriela Adameșteanu
- Radu Aldulescu
- George Bălăiță
- Eugen Barbu
- Marthe Bibesco
- Nicolae Breban
- Augustin Buzura
- Mateiu Caragiale
- Mircea Cărtărescu
- Pavel Chihaia
- George Coandă
- Ioan Mihai Cochinescu
- Gheorghe Crăciun
- Ion Creangă
- Ioan Petru Culianu
- Petru Dumitriu
- Mircea Eliade
- Mihail Fărcășanu
- Nicolae Filimon
- Filip Florian
- Virgil Gheorghiu
- Paul Goma
- Anton Holban
- Vintilă Horia
- Eugène Ionesco
- Petre Ispirescu
- Panait Istrati
- Claudiu Komartin
- Gabriel Liiceanu
- Mircea Nedelciu
- Bujor Nedelcovici
- Hortensia Papadat-Bengescu
- Camil Petrescu
- Cezar Petrescu
- Radu Petrescu
- Vasile Pogor
- Marin Preda
- Doina Ruști
- Liviu Rebreanu
- Mihail Sadoveanu
- Dinu Săraru
- Mihail Sebastian
- Ioan Slavici
- Bogdan Suceavă
- Lucian Dan Teodorovici
- Dumitru Țepeneag
- Nicolae Iorga
- Nicolae Milescu
- Urmuz
- Richard Wagner
- Elie Wiesel, Premiul Nobel pentru pace, 1986
- Herta Müller, Premiul Nobel pentru literatură, 2009

#### Poezie
- Vasile Alecsandri
- Grigore Alexandrescu
- Ioan Alexandru
- Bartolomeu Anania
- Dimitrie Anghel
- Tudor Arghezi
- Céline Arnauld
- Anatol E. Baconsky
- George Bacovia
- Vasile Baghiu
- Cezar Baltag
- Ion Barbu
- Mihai Beniuc
- Lucian Blaga
- Ana Blandiana
- Eta Boeriu
- Geo Bogza
- Dimitrie Bolintineanu
- Cezar Bolliac
- Emil Botta
- Emil Brumaru
- Ion Caraion
- Vasile Cârlova
- Magda Cârneci
- Mircea Cărtărescu
- Nina Cassian
- Paul Celan
- George Coșbuc
- Traian T. Coșovei
- Aron Cotruș
- Nichifor Crainic
- Nichita Danilov
- Leonid Dimov
- Mircea Dinescu
- Ștefan Augustin Doinaș
- Geo Dumitrescu
- Mihai Eminescu
- Șerban Foarță
- Benjamin Fondane
- Emilian Galaicu-Păun
- Dumitru Găleșanu
- Octavian Goga
- Radu Gyr
- Iulia Hasdeu
- Ion Heliade-Rădulescu
- Ștefan Octavian Iosif
- Isidore Isou
- Nora Iuga
- Mircea Ivănescu
- Eugen Jebeleanu
- Claudiu Komartin
- Nicolae Labiș
- Leonida Lari
- Irving Layton
- Gherasim Luca
- Alexandru Macedonski
- Adrian Maniu
- Angela Marinescu
- Dumitru Matcovschi
- Virgil Mazilescu
- Ion Minulescu
- Andrei Mureșanu
- Alexandru Mușina
- Gellu Naum
- Sașa Pană
- Oskar Pastior
- Adrian Păunescu
- Cristian Popescu
- Marin Sorescu
- Radu Stanca
- Nichita Stănescu
- Valeriu Sterian
- Constant Tonegaru
- George Topîrceanu
- Tristan Tzara
- Grigore Vieru
- Ion Vinea
- Matei Vișniec
- Gelu Vlașin
- Vasile Voiculescu
- Ilarie Voronca

### Critică literară
- George Călinescu
- Matei Călinescu
- Paul Cernat
- Mihai Cimpoi
- Șerban Cioculescu
- Pompiliu Constantinescu
- Ovid S. Crohmălniceanu
- Constantin Dobrogeanu-Gherea
- Garabet Ibrăileanu
- Virgil Ierunca
- Eugen Lovinescu
- Monica Lovinescu
- Titu Maiorescu
- Nicolae Manolescu
- Ovidiu Papadima
- Edgar Papu
- Ovidiu Pecican
- Perpessicius

### Muzică

#### Muzică clasică
- George Enescu
- Iosif Ivanovici
- Dinu Lipatti
- Ana-Maria Avram
- Pascal Bentoiu
- Tiberiu Brediceanu
- Nicolae Bretan
- Eduard Caudella
- Paul Constantinescu
- Dimitrie Cuclin
- Constantin Dimitrescu
- Sabin Drăgoi
- Iancu Dumitrescu
- Liviu Marinescu[en]
- Octavian Nemescu
- Ștefan Niculescu
- Ion Nonna Otescu
- Anton Pann
- Ciprian Porumbescu
- Horațiu Rădulescu
- Octave Octavian Teodorescu
- Cornel Trăilescu
- Laurențiu Profeta
- Iannis Xenakis
- Sergiu Celibidache
- Marin Constantin
- Grigoraș Dinicu
- George Georgescu
- Clara Haskil
- Dinu Lipatti
- Radu Lupu
- Ion Marin
- Ionel Perlea
- Constantin Silvestri
- Alexander Bălănescu
- Ion Voicu
- Christian Badea[en]
- Mihaela Ursuleasa
- Zeno Coste
- Ileana Cotrubaș
- Hariclea Darclée
- Angela Gheorghiu
- Nelly Miricioiu
- Mariana Nicolescu
- Leontina Văduva
- Virginia Zeani

#### Jazz
- Harry Tavitian
- Mircea Tiberian
- Lucian Ban[en]
- Béla Kamocsa
- Paul Weiner
- Liviu Butoi
- Hugo Jan Huss[en]
- Anca Parghel
- Valentin Radu[en]
- Johnny Răducanu

#### Muzică populară
- Maria Tănase
- Barbu Lăutaru
- Mia Barbu
- Irina Loghin
- Veta Biriș
- Nicolae Botgros
- Nicolae Furdui Iancu
- Ileana Ciuculete
- Grigore Leșe
- Gheorghe Dinicu
- Ioana Radu
- Ileana Sărăroiu
- Benone Sinulescu
- Sofia Vicoveanca
- Gabi Luncă
- Sava Negrean Brudașcu
- Marcel Budală
- Ionel Budișteanu
- Zinaida Julea
- Fărâmiță Lambru
- Maria Lătărețu
- Maria Dragomiroiu
- Floarea Calotă
- Dumitru Fărcaș
- Maria Cârneci
- Ion Dolănescu
- Maria Ciobanu
- Tudor Gheorghe
- Stana Izbașa
- Vlăduța Lupău
- Ion Onoriu
- Paraschiv Oprea
- Gică Petrescu
- Zavaidoc
- Frații Petreuș
- Romica Puceanu
- Dinu Iancu-Sălăjanu
- Ion Miu
- Gheorghe Zamfir

#### Muzică ușoară, pop, rock, tehno
- Loredana Groza
- Nicoleta Alexandru
- Cristian Vasile
- Ovidiu Lipan
- Dan Andrei Aldea
- Antonia Iacobescu
- Nicu Covaci
- Michael Cretu
- Marius Moga
- Carla's Dreams
- Cristi Minculescu
- Inna
- Nicole Cherry
- Connect-R
- Mihai Constantinescu
- Alexandra Stan
- Laura Stoica
- Valeriu Găină
- Gabriel Cotabiță
- Paul Csucsi
- Octave Octavian Teodorescu
- Dorin Liviu Zaharia
- André
- Teo Peter
- Mircea Baniciu
- Liviu Tudan
- Marian Nistor
- Vasile Șeicaru
- Adrian Ordean
- Florian Pittiș
- Mihai Pocorschi
- Marius Constant[en]
- Daniel Erlandsson
- Adrian Erlandsson[en]

## Personalități religioase
- Teoctist Arăpașu, Patriarh al Bisericii Ortodoxe Române
- Arsenie Boca
- Daniel Ciobotea, Patriarh al Bisericii Ortodoxe Române
- Miron Cristea, primul Patriarh al Bisericii Ortodoxe Române
- Iuliu Hossu, episcop greco-catolic al Eparhiei Cluj-Gherla, cardinal, deținut politic, beatificat în 2019
- Justinian Marina, Patriarh al Bisericii Ortodoxe Române
- Iustin Moisescu, Patriarh al Bisericii Ortodoxe Române
- Nicodim Munteanu, Patriarh al Bisericii Ortodoxe Române
- Lucian Mureșan, întâistătător al Bisericii Române Unite cu Roma, Arhiepiscop Major greco-catolic al Arhidiocezei de Făgăraș și Alba Iulia, cardinal
- Dumitru Stăniloae, preot, teolog, traducător al Filocalia în limba română
- Vasile Suciu, întâistătător al Bisericii Române Unite cu Roma, arhiepiscop de Alba Iulia și Făgăraș
- Alexandru Todea, Arhiepiscop și Mitropolit greco-catolic al Arhidiocezei de Făgăraș și Alba Iulia, cardinal, deținut politic
- Lucian Turcescu[en], teolog la Concordia University (Montreal, Canada), președinte al Canadian Society of Patristic Studies
- Richard Wurmbrand, pastor luteran

## Personalități din sport

### Gimnastică
- Nadia Comăneci, prima gimnastă din lume care a primit nota 10 într-un concurs olimpic, primul sportiv român inclus în International Gymnastics Hall of Fame
- Simona Amânar, inclusă în International Gymnastics Hall of Fame
- Alexandra Eremia
- Oana Ban
- Sandra Izbașa
- Lavinia Agache
- Simona Păucă
- Laura Cutina
- Lavinia Miloșovici
- Maria Olaru
- Cătălina Ponor
- Claudia Presăcan
- Andreea Răducan
- Monica Roșu
- Loredana Boboc
- Daniela Silivaș, cea mai tânără gimnastă inclusă în International Gymnastics Hall of Fame
- Marian Drăgulescu
- Nicoleta Sofronie
- Silvia Stroescu
- Ecaterina Szabó, inclusă în International Gymnastics Hall of Fame
- Marius Urzică
- Mihai Breștian[en]
- Béla Károlyi, inclus în International Gymnastics Hall of Fame
- Márta Károlyi
- Octavian Belu

### Natație
- David Popovici
- Camelia Potec
- Diana Mocanu
- Tamara Costache

### Atletism
- Iolanda Balaș, inclusă în IAAF Hall of Fame
- Lia Manoliu
- Gabriela Szabó, cea mai bună atletă a lumii și cea mai bună sportivă a Europei (1999)
- Violeta Beclea-Szekely
- Paula Ivan
- Viorica Viscopoleanu
- Doina Melinte
- Maricica Puică
- Constantina Diță-Tomescu, cea mai în vârstă câștigătoare a maratonului olimpic din toate timpurile (38 de ani)
- Anișoara Cușmir-Stanciu
- Claudia Ștef
- Ilie Floroiu
- Mihaela Peneș

### Canotaj
- Elisabeta Lipă, cea mai bună canotoare a secolului (Federația Internațională de Canotaj, 2000)
- Georgeta Damian
- Doina Ignat
- Veronica Cochelea-Cogeanu
- Viorica Susanu
- Constanța Burcică-Pipotă
- Georgeta Andrunache
- Sanda Toma
- Nicoleta-Ancuța Bodnar
- Simona Radiș
- Valer Toma
- Nicolae Țaga
- Maricica Țăran
- Dimitrie Popescu
- Mărioara Popescu
- Valeria Răcilă
- Dumitru Răducanu
- Ioana Cristina Rotaru
- Iulică Ruican
- Doina Spircu
- Rodica Șerban
- Viorel Talapan
- Anca Tănase
- Marian Enache
- Maria Fricioiu
- Liliana Gafencu
- Olga Homeghi
- Elena Horvat
- Viorica Ioja
- Petru Iosub
- Florica Lavric
- Camelia Macoviciuc
- Anișoara Minea-Sorohan
- Ecaterina Oancia
- Ioana Olteanu
- Elena Georgescu
- Angela Alupei
- Chira Apostol
- Rodica Arba
- Ioana Badea
- Aurica Bărăscu
- Sofia Corban
- Andrei Cornea
- Maria Magdalena Dumitrache
- Adriana Adam
- Roxana Anghel
- Amalia Bereș
- Maria Lehaci
- Victoria Petreanu
- Maria-Magdalena Rusu
- Ioana Vrînceanu
- Iulian Șerban

### Caiac-canoe în România
- Ivan Patzaichin, cvadruplu laureat cu aur la Jocurile Olimpice de vară 1968, 1972, 1980 și 1984
- Iosif Chirilă
- Agafia Constantin-Buhaev
- Serghei Covaliov
- Vasile Dîba
- Alexe Dumitru
- Nastasia Ionescu
- Simion Ismailciuc
- Tecla Marinescu-Borcănea
- Florin Popescu
- Mitică Pricop
- Leon Rotman
- Toma Simionov
- Maria Ștefan-Mihoreanu

### Tenis de câmp
- Simona Halep, Roland Garros 2018, Wimbledon 2019
- Ilie Năstase, Roland Garros 1972, US Open 1973, dublu: Roland Garros 1970, Wimbledon 1973, US Open 1975
- Virginia Ruzici, Roland Garros 1978
- Irina Bara
- Irina-Camelia Begu
- Ana Bogdan
- Mihaela Buzărnescu
- Alexandra Cadanțu
- Sorana Cîrstea
- Marius Copil
- Jaqueline Cristian
- Ruxandra Dragomir
- Alexandra Dulgheru
- Edina Gallovits
- Victor Hănescu
- Gabriela Lee
- Florin Mergea
- Andreea Mitu
- Monica Niculescu
- Ioana Raluca Olaru
- Dinu Pescariu
- Magda Rurac
- Gabriela Ruse
- Răzvan Sabău
- Irina Spîrlea
- Horia Tecău, dublu mixt: Australian Open 2012, dublu: Wimbledon 2015, US Open 2017
- Patricia Maria Țig
- Ion Țiriac, dublu: Roland Garros 1970
- Adrian Ungur

### Box
- Gogea Mitu
- Nicolae Linca, campion olimpic (semimijlocie 1956)
- Francisc Vaștag, campion mondial amatori (semimijlocie 1989, 1993, 1995)
- Mihai Leu, campion mondial WBO (semimijlocie 1997), neînfrânt în carieră (28V, 0E, 0Î)
- Leonard Doroftei, campion mondial WBA (semiușoară 2002)
- Adrian Diaconu, campion mondial WBC (semigrea 2008)
- Cristian Ciocan, campion mondial WBO (supergrea 2013)
- Lucian Bute, campion mondial IBF (supermijlocie 2007)
- Steluța Duță

### Fotbal
- Gheorghe Hagi, Cupa UEFA 2000, Supercupa Europei 2000
- Gheorghe Popescu, Cupa Cupelor 1997, Cupa UEFA 2000, Supercupa Europei 2000
- Miodrag Belodedici, Cupa Campionilor Europeni 1986, Supercupa Europei 1987, Cupa Campionilor Europeni 1991, Cupa Intercontinentală 1991
- Adrian Mutu
- Ilie Balaci
- Nicolae Dobrin
- Mircea Lucescu, Supercupa Europei 2000, Cupa UEFA 2009
- Anghel Iordănescu, Supercupa Europei 1986
- Emerich Jenei, Cupa Campionilor Europeni 1986
- Cristian Chivu,  Liga Campionilor UEFA 2010
- Helmut Duckadam, Cupa Campionilor Europeni 1986, Supercupa Europei 1986
- Adrian Ilie
- Ioan Andone
- Ladislau Bölöni, Cupa Campionilor Europeni 1986, Supercupa Europei 1986
- Cosmin Contra
- Nicolae Dică
- Ilie Dumitrescu
- Victor Pițurcă, Cupa Campionilor Europeni 1986, Supercupa Europei 1986
- Ioan Viorel Ganea
- Dorin Goian
- Ștefan Iovan, Cupa Campionilor Europeni 1986, Supercupa Europei 1986
- Cătălin Hâldan
- Michael Klein
- Marius Lăcătuș, Cupa Campionilor Europeni 1986, Supercupa Europei 1986
- Silviu Lung
- Viorel Moldovan
- Dorinel Munteanu
- Gavril Balint, Cupa Campionilor Europeni 1986, Supercupa Europei 1986
- Florin Răducioiu,  Liga Campionilor UEFA 1994
- Ioan Sabău
- Bogdan Stelea

### Handbal
- Cristina Neagu, cea mai bună handbalistă din lume (2010, 2015, 2016 și 2018)
- Gheorghe Gruia, inclus în echipa secolului (Federația Internațională de Handbal, 2000)
- Cristian Gațu
- Steluța Luca
- Ștefan Birtalan
- Hans Moser, inclus în echipa secolului (Federația Internațională de Handbal, 2000)
- Luminița Dinu-Huțupan
- Mariana Târcă
- Cornel Penu, inclus în echipa secolului (Federația Internațională de Handbal, 2000)

### Scrimă
- Mihai Covaliu, inclus în FIE Hall of Fame (Federația Internațională de Scrimă, 2013)
- Laura Badea
- Ana Maria Brânză
- Ion Drâmbă
- Loredana Dinu
- Simona Gherman
- Simona Pop
- Andre Spitzer, victimă a Masacrului de la München

### Tir sportiv
- Iosif Sîrbu, primul campion olimpic român (1952)
- Sorin Babii
- Ștefan Petrescu
- Ion Dumitrescu
- Alin Moldoveanu
- Corneliu Ion

### Lupte
- Gheorghe Berceanu
- Ion Draica
- Dumitru Pârvulescu
- Nicolae Martinescu
- Ștefan Rusu
- Vasile Pușcașu

### Baschet
- Gheorghe Mureșan
- Virgil Stănescu
- Ernie Grunfeld
- Tal Karpelesz
- Horia Demian
- Alin Savu
- Horațiu Giurgiu

### Alte sporturi
- Angelica Rozeanu – tenis de masă, de șase ori campioană mondială la simplu, o dată la dublu, înscrisă în ITTF Hall of Fame
- Bernadette Szocs – tenis de masă
- Alina Dumitru – judo, campioană olimpică (2008)
- Petre Becheru – haltere, campion olimpic (1984)
- Nicu Vlad – haltere, campion olimpic (1984), campion mondial (1984, 1986, 1990)

## Jurnaliști
- Cristian Tudor Popescu
- Noël Bernard
- Teodor Brateș
- Ion Cristoiu
- Eugen Filotti
- Leonard Miron
- Pamfil Șeicaru
- Claudiu Pândaru
- Mihai Gâdea
- Moise Guran
- Mircea Badea
- Radu Banciu
- Radu Herjeu
- Emil Hurezeanu
- Paul Radu
- Radu Soviani
- Zoltán Tibor Szabó
- Emilia Șercan
- Victor Ciutacu
- Melania Medeleanu
- Liviu Mihaiu
- Alexandru Mironov
- Christian Mititelu
- Lucian Mîndruță
- Andi Moisescu
- Neculai Constantin Munteanu
- Sanda Nicola
- Florin Negruțiu
- Valeriu Nicolae
- Andreea Esca

## Oameni de afaceri
- Octav Botnar, președinte Nissan UK, miliardar
- Iosif Constantin Drăgan, președinte Butan Gas, miliardar
- John DeLorean, proiectant al Pontiac GTO și DMC DeLorean
- Dinu Patriciu, CEO al Rompetrol, miliardar
- Dan Petrescu[en], miliardar
- Anastasia Soare, CEO al Anastasia Beverly Hills, miliardar

## Alte personalități
- Simion Bărnuțiu (1808–1864), preot greco-catolic, jurist, politician, publicist, avocat, scriitor, profesor
- Matila Ghyka (1881–1965), ofițer de marină, diplomat, estetician, scriitor, matematician, inginer și istoric
- Dimitrie Gusti (1880–1955), sociolog
- David Mitrany (1888–1975), istoric, politolog
- George Pomuț (1818–1882), general nordist în perioada Războiului civil american, diplomat, a negociat procesul de cumpărare a provinciei Alaska de către SUA de la Rusia țaristă
- Emil Racoviță (1868–1947), explorator polar
- Emilia Săulea (1904–1998), geolog și paleontolog
- Ruxandra Sireteanu (1945–2008), biofizician
- Ernest Krausz[en] (1931–2018), profesor de sociologie, Președinte al Universității Bar Ilan
- Henri Stahl (1877–1942), stenograf
- Henri H. Stahl (1901–1991), antropolog, etnograf, sociolog, istoric social
- Ana Cumpănaș (1889–1947), a ajutat FBI la identificarea lui John Dillinger
- Iana Matei[en], activistă și fondatoare a asociației Reaching Out Romania[en], declarată European of the Year 2010 de Reader's Digest

## Personalități române născute în străinătate

### Austria
- Victor Babeș, biolog, bacteriolog

### Republica Moldova
- Ștefan Baștovoi, eseist, poet, romancier, teolog și scriitor
- Maria Cebotari, interpretă de operă
- Emil Constantinescu, Președinte al României (1996–2000)
- Eugen Coșeriu, lingvist
- Paul Goma, scriitor, dizident
- Lia Manoliu, atletă
- Adrian Păunescu, poet, politician

### Rusia
- Aleksandr Kolceak, fiul lui Iliaș Colceag, amiral rus, comandant al unei părți a Armatei Albe (1918–1920)

### Serbia
- Zoran Lilić[en], președinte al Republicii Federale Iugoslavia (1993–1997)
- Baba Novac, haiduc, căpitan al lui Mihai Viteazul
- Vasko Popa, poet
- Emil Petrovici, lingvist

### Ucraina
- Alexandru Averescu, mareșal, prim-ministru al României (1918, 1920–1921, 1926–1927)
- Bogdan Petriceicu Hasdeu, filolog, scriitor
- Lucian Pintilie, regizor, scenarist
- Sofia Rotaru, artist muzical
- Nicolae Văcăroiu, prim-ministru al României (1992–1996)